# Futurity
Futurity — некоммерческий веб-сайт, который объединяет новостные статьи о научных исследованиях, проводимых в ведущих университетах США, Великобритании, Канады, Европы, Азии и Австралии. Он выпускается и редактируется Университетом Рочестера. 

## История
Futurity был основан в 2009 году группой из тридцати пяти исследовательских университетов, включая Стэнфордский университет. Соучредителями сайта были Лиза Лапин, Майкл Шенфельд и Билл Мерфи, которые в то время были связаны со Стэнфордским университетом, Университетом Дьюка и Университетом Рочестера соответственно. Бета-версия сайта была запущена в марте 2009 года, а официальный запуск сайта состоялся 15 сентября того же года. Создание сайта было обусловлено растущими трудностями, с которыми сталкиваются университеты при освещении своих исследований через традиционные новостные каналы. Мерфи объяснил, что сайт будет отличаться от научно-ориентированных информационных агентств, таких как Eurekalert!, тем, что его целевой аудиторией будет широкая общественность, а не профессиональные журналисты. Редактор-основатель Дженни Леонард, также из Рочестерского университета, отметила, что сайт не является строго журналистским сайтом, заявив Кертису Брэйнарду из Columbia Journalism Review: «Он не задумывался как замена тому типу репортажей и анализа, который так важен для всестороннего освещения науки и исследований». К 2011 году сайт заключил соглашения с новостными агрегаторами Flipboard и LinkedIn Pulse о размещении контента Futurity на их платформах.

## Членство
Первоначально членство в «Futurity» было ограничено шестьюдесятью двумя членами Ассоциации американских университетов. Первоначально организации-члены также платили членский взнос в размере 2000 долларов США. За два года Futurity почти удвоила число членов-университетов: с тридцати пяти до шестидесяти. Сайт теперь также принимает членов Группы Рассела, Группы восьми и Международного альянса исследовательских университетов.

## Содержание
Статьи Futurity основаны на пресс-релизах и других материалах, предоставленных на сайт самими университетами. Статьи часто пишутся отделами по связям с общественностью университетов, и перед публикацией они подвергаются лишь незначительному редактированию с целью повышения их привлекательности для широкой публики.

## Критика
Эрл Холланд, помощник вице-президента по исследовательским коммуникациям в Университете штата Огайо, раскритиковал Futurity в статье для зимнего номера журнала ScienceWriters 2009/2010 года. Его конкретные критические замечания в адрес сайта включали в себя следующее: «Сотрудникам Futurity было разрешено изменять содержание исследовательских статей, представленных учреждениями, по собственному усмотрению» и что «Ни один из сотрудников Futurity не был опытным научным писателем». Научный журналист Чарли Пети рассказал газете San Jose Mercury News, что, хотя университетские пресс-релизы и являются надёжным источником, на котором можно основывать научные статьи, как это делает Futurity, в них «…полностью отсутствует какой-либо скептицизм или исследовательская составляющая». В статье, опубликованной в Seed, Эван Лернер обвинил Futurity в «…размытии границ между репортажем и связями с общественностью». Он также утверждал, что «акцент Futurity на презентации и социальных сетях может помочь донести научную информацию до новых людей, но вряд ли он сможет преодолеть пропасть между экспертами и неграмотными в научном плане людьми».